# Cimetière de Terre-Cabade

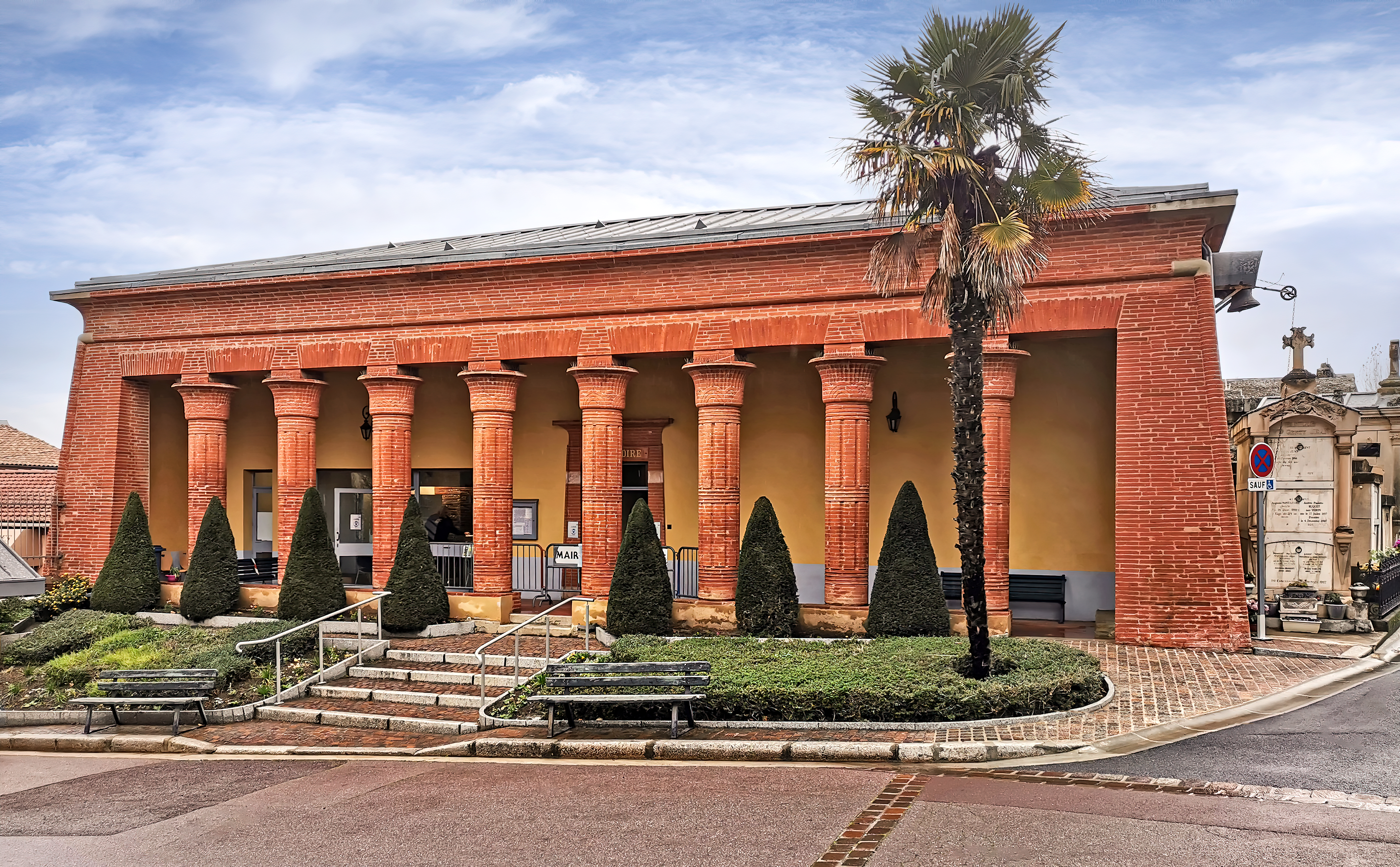
Dépositoire par Urbain Vitry

Le cimetière Terre-Cabade est le plus grand cimetière de Toulouse, dans le Midi de la France. À flanc du coteau de Jolimont, il couvre un vaste quadrilatère de 33 hectares, délimité au nord par l'avenue de la Colonne, à l'est par le boulevard des Crêtes et au sud par l'avenue de la Gloire. L'entrée principale se trouve à l'ouest, dans l'axe de l'avenue du Cimetière. Par ailleurs, le cimetière est partagé en deux parties, séparées par le chemin de Caillibens :
- le cimetière de Terre-Cabade au sens strict, qui comporte six sections et correspond au « cimetière ancien », œuvre de l'architecte Urbain Vitry, ouvert en 1840 et progressivement agrandi au cours du XIXe siècle ;
- le cimetière de Salonique, divisé en deux sections, qui correspond au « cimetière nouveau », aménagé en 1915 ;
- le cimetière d'Hérédia, qui ne compte qu'une seule section, correspond à une ultime extension du cimetière de Salonique, dans la deuxième moitié du XXe siècle.

Il compte environ 28 000 tombes et 20 000 caveaux. Plus que tout autre cimetière toulousain, un grand nombre de personnalités politiques et artistiques locales y sont enterrées. Par ailleurs, on y trouve plusieurs monuments aux morts, dédiés aux victimes des grandes guerres des XIXe et XXe siècles.

## Situation et accès
Quatre entrées donnent accès au « cimetière ancien » de Terre-Cabade : 
- l'entrée principale, no 1 ter avenue du Cimetière, à l'ouest ;Horaires:08h00 -18h00
- la porte de la Colonne, au nord, no 33 avenue de la Colonne ;Horaires : 08h00-17h45.
- la porte des Écuries, au nord-est, sur le chemin de Caillibens ;Horaires: 08h00-17h45.
- la porte de Caillibens, au sud-est, sur le chemin du même nom.Hiraire: 08h00-17h45.

Trois entrées donnent accès au cimetière de Salonique : 
- la porte de Caillibens, au sud-ouest, sur le chemin du même nom ;Horaires:08h00-17h45.
- la porte du Chat noir, au nord-ouest, face au no 88 avenue de la Colonne ;Horaires:08h00-18h00
- la porte Heredia. Horaires: 08h-17h45,au nord-est, au no 2 impasse de Salonique. Elle permet d'entrer directement dans la section Heredia, la plus récente du cimetière de Salonique, aménagée dans la deuxième moitié du XXe siècle. Elle porte le nom d'une voie toute proche, le chemin de Heredia, dont la première partie, qui longe le cimetière, a été rebaptisée impasse de Salonique après l'aménagement du boulevard des Crêtes en 1974.

## Origine du nom
Le nom de Terre Cabade provient sûrement de l'occitan terra cavada, « terre excavée ». Ce toponyme rappelle que, jusqu'au début du XIXe siècle et l'ouverture du cimetière, on y trouvait plusieurs briqueteries et que le sol y était creusé par les briquetiers pour en extraire l'argile.
Le « cimetière nouveau » de Salonique, aménagé en 1915, tient son nom de la ville grecque de Thessalonique. C'est en effet sous l'expression d'« expédition de Salonique » que, pendant la Première Guerre mondiale, la presse et l'opinion publique françaises désignaient l'intervention française sur le front d'Orient, entre octobre 1915 et septembre 1918, aux côtés des forces alliés face aux puissances centrales, et particulièrement l'empire ottoman.

## Histoire
Le projet de créer un cimetière central date de 1824. En 1832, le conseil municipal, dirigé par Joseph Viguerie, prend la décision d'établir un cimetière hors de la ville, au-delà du canal du Midi, sur le coteau des Redoutes. Entre 1832 et 1846, la mairie fait l'acquisition auprès de plusieurs terrains, à flanc de coteau, pour une superficie totale de 10 hectares. Si les premières inhumations commencent au moins dès 1834, il faut attendre 1838 pour que commencent les premiers travaux d'envergure. À cette date, le mur de clôture est édifié.
Le 28 avril 1840, le maire, Armand Perpessac, décrète que tous les cimetières catholiques de la rive droite doivent être fermés et les tombes transférées au nouveau cimetière du quartier de Terre-Cabade. Quelques semaines plus tard, le 16 juillet 1840, le portail néo-égyptien monumental est inauguré.
Le cimetière de Terre-Cabade doit être complété, dans les premiers projets, par deux autres cimetières au nord, dans le faubourg des Minimes, et au sud, dans le faubourg Saint-Michel, mais ils sont abandonnés par manque de place. En conséquence, le cimetière de Terre-Cabade est agrandi. En 1859, un terrain est ainsi acquis à l'est du cimetière pour aménager un carré qui doit recevoir les sépultures des communautés de religieuses de la ville. En 1869, le conseil municipal décide également du transfert des cimetières protestant et juif, qui avaient été établis tous les deux au chemin de Béarnais (actuelle rue du Béarnais) au début du XIXe siècle, et qui devaient être déplacés pour permettre le prolongement du boulevard Lascrosses jusqu'au canal de Brienne. Après l'achat de nouvelles parcelles entre 1874 et 1875, les deux cimetières du chemin de Béarnais sont transférés à Terre-Cabade en 1878.
En 1888, la municipalité de Camille Ournac décide d'un nouvel agrandissement, par l'achat de plusieurs terrains au nord du cimetière et du chemin des Gongous. Les terrains sont acquis entre 1889 et 1896, permettant la nouvelle extension.
En 2015, les bâtiments de l'entrée monumentale d'Urbain Vitry sont rénovés.

## Description

### Entrée principale
La monumentale entrée principale du cimetière a été bâtie dans un style néo-égyptien inspiré de l'Architecture de l'Égypte antique, et adapté aux matériaux locaux tels que la brique foraine. L'ensemble est réalisé d'après les plans dressés en 1836 par l'architecte de la Ville, Urbain Vitry, et est inauguré en 1840. L'entrée est inscrite au titre des monuments historiques le 30 juillet 2019.
Le portail est encadré de deux obélisques en brique coiffés de pyramidions dorés. De part et d'autre du portail se présentent deux pavillons, ornés de colonnes papyriformes en brique. Chaque pavillon est accessible par une porte à linteau, derrière ces colonnes.

### Monuments
Outre les tombes, le cimetière abrite des monuments dédiés à un groupe de personnes :
- Monument du Souvenir français, élevé à la mémoire des morts pour la Patrie de la garnison de Toulouse
- Monument aux morts de Salonique
- Monument de la Défense de Belfort, aux artilleurs de la Haute-Garonne, qui ont participé au célèbre siège de Belfort.
- Cimetière allemand
- Monument aux morts de la guerre 1914-1918 de Philippeville
- Monument aux morts américains de la Première Guerre mondiale : Érigé le 30 mai 1919 par George Ford, père des American Boys - Fonds donnés par des « Américains de Toulouse »
- Monument funéraire d'Aristide et Marie Bergès inscrit au titre des monuments historiques[10]
- Monument du Souvenir français : Le Monument du Souvenir Français fut inauguré le 13 novembre 1904 par les soins du Souvenir Français dont le Président était Mr Pozzo di Borgo intendant militaire et les Vice-Présidents M. Paul Feuga adjoint au Maire, et le Docteur Gendre.

Monument aux morts de Salonique
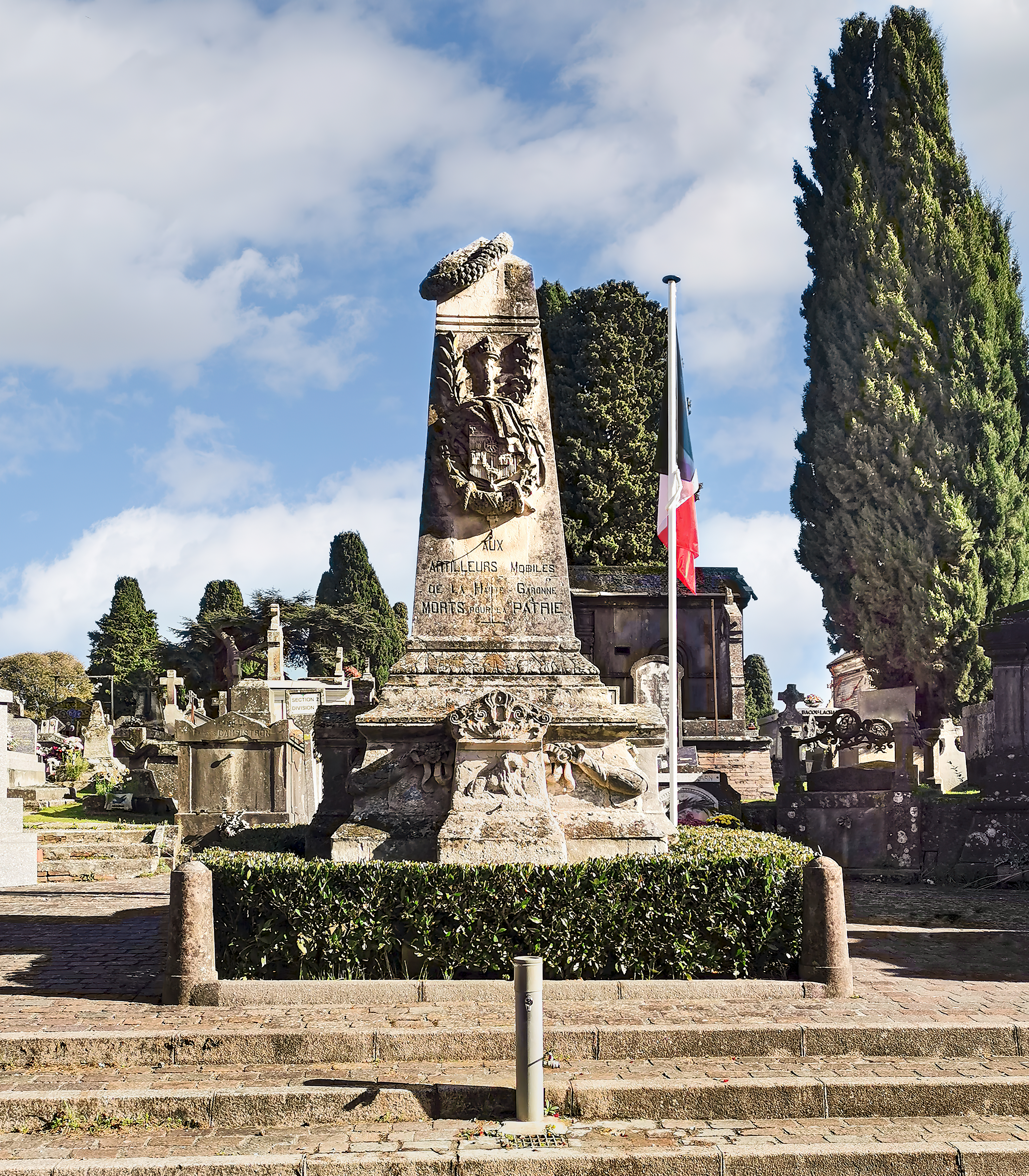
Monument de la Défense de Belfort
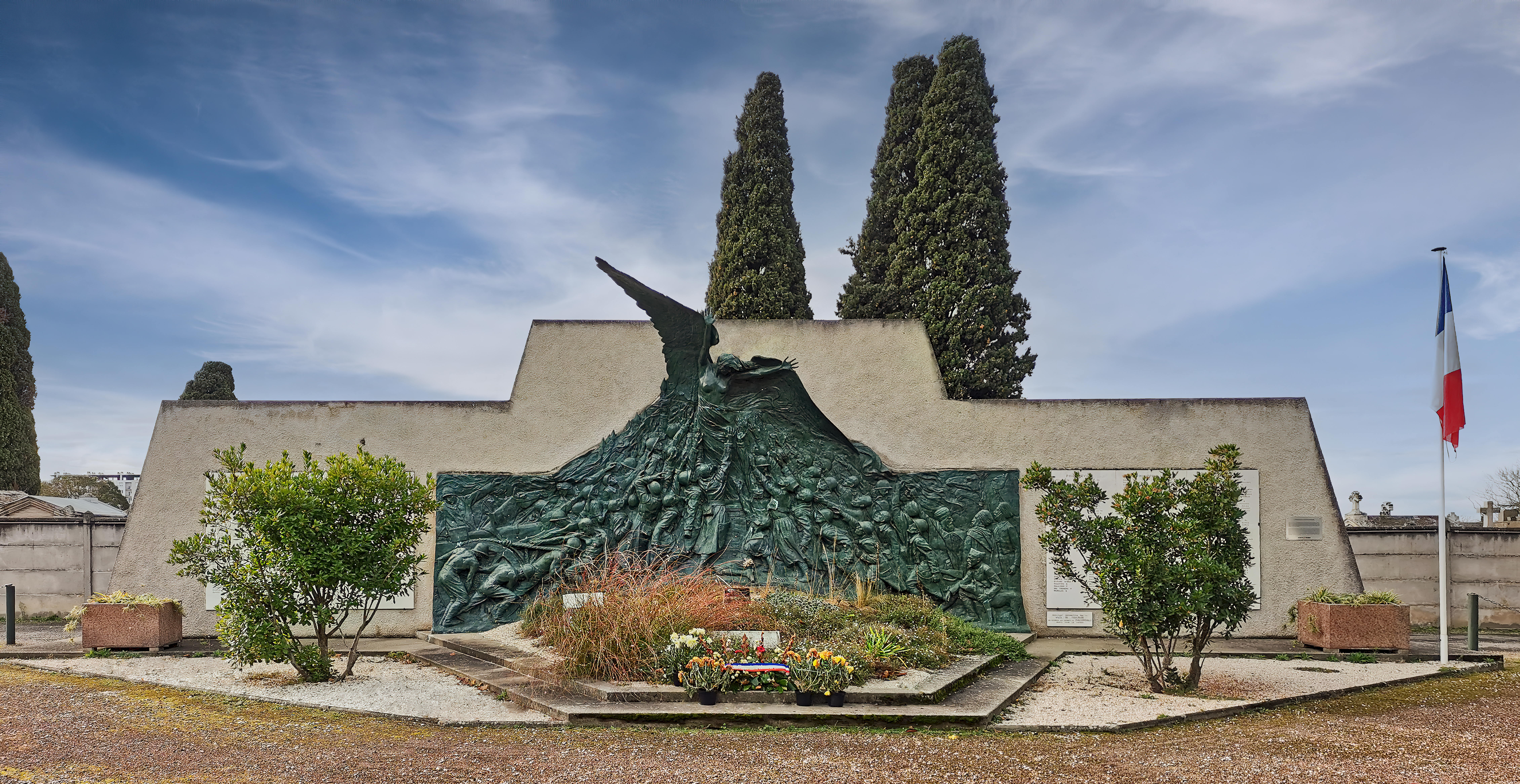
Monument aux morts de Philippeville
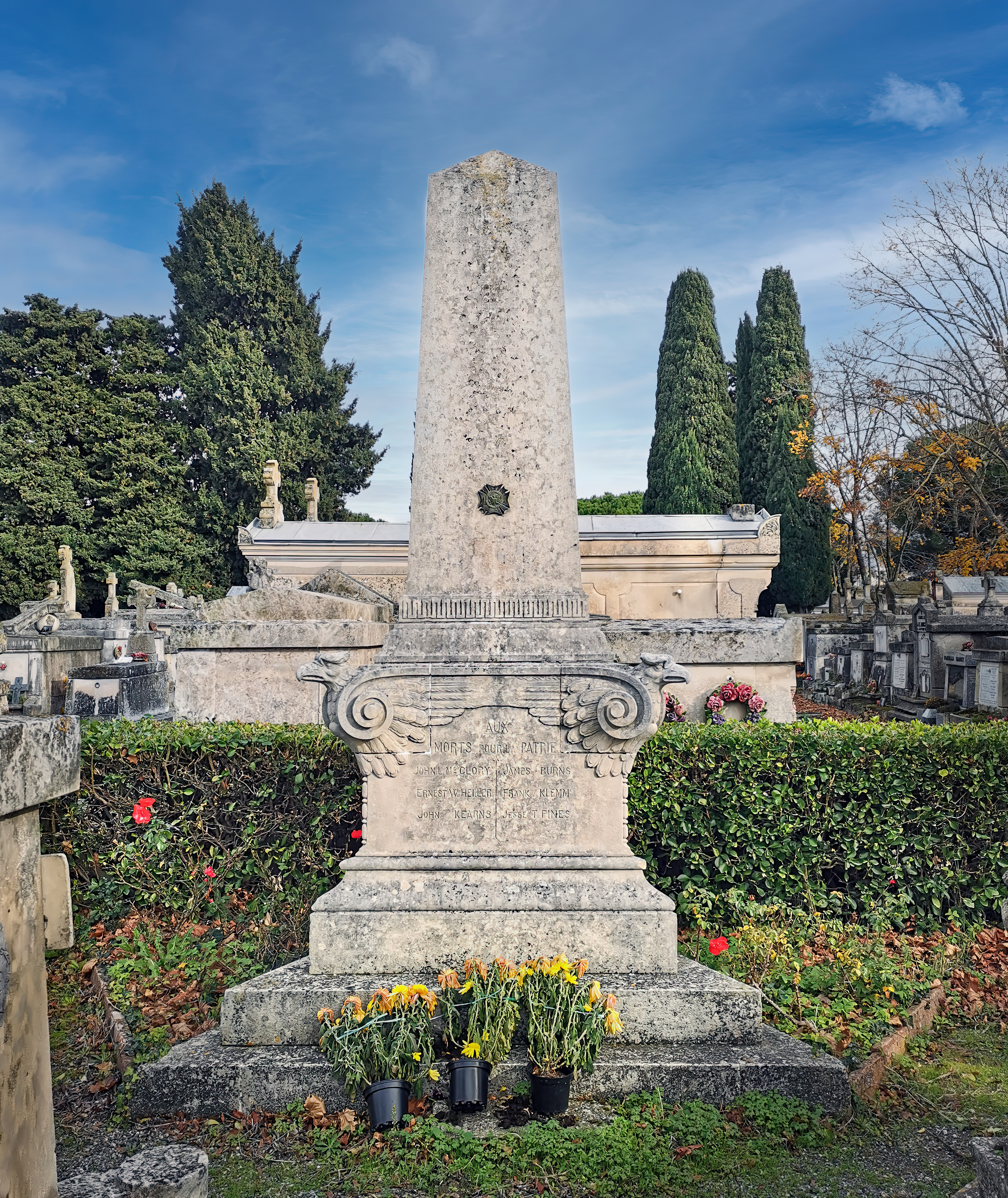
Monument commémoratif aux soldats américains
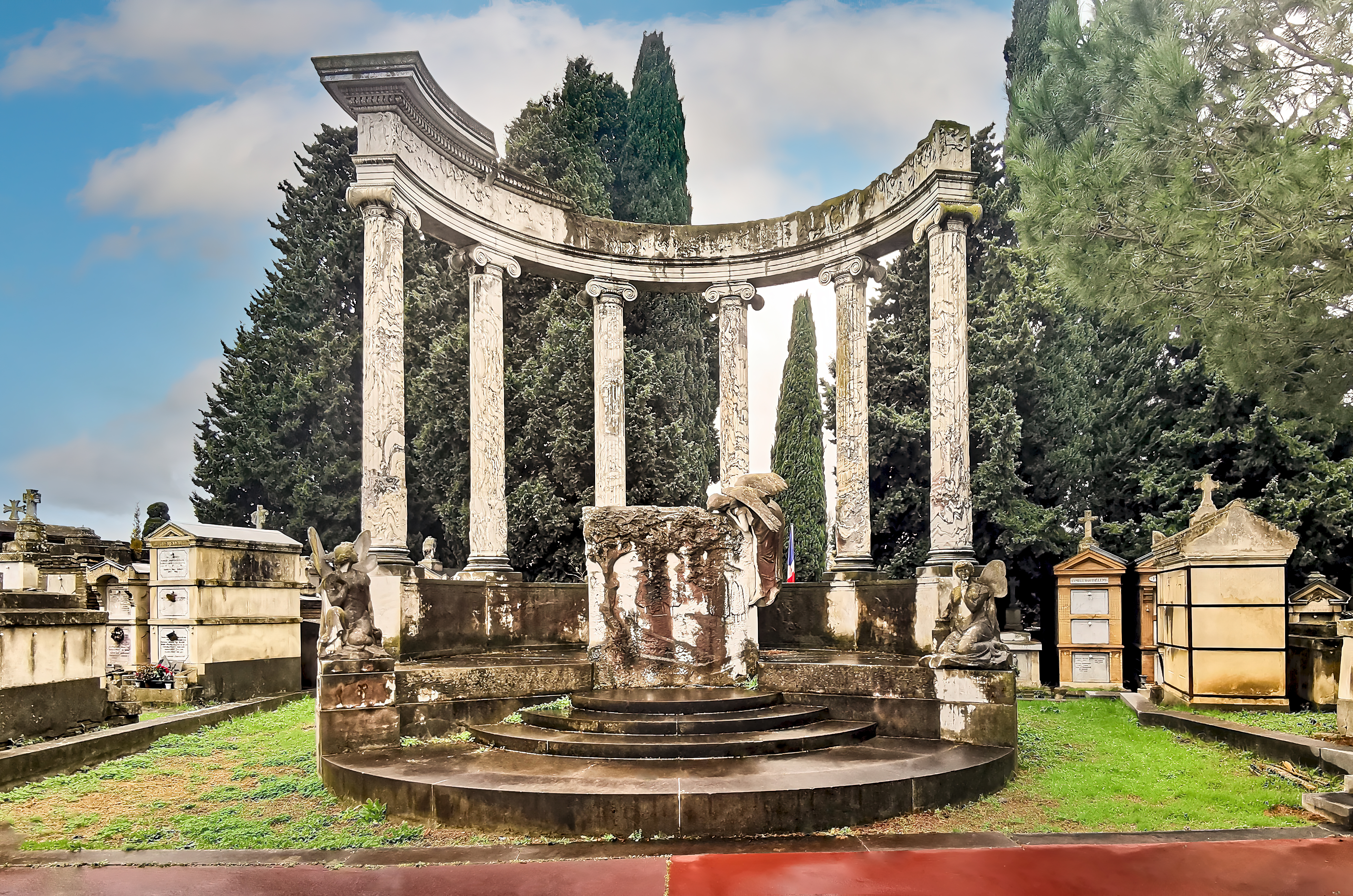
Monument funéraire d'Aristide et Marie Bergès
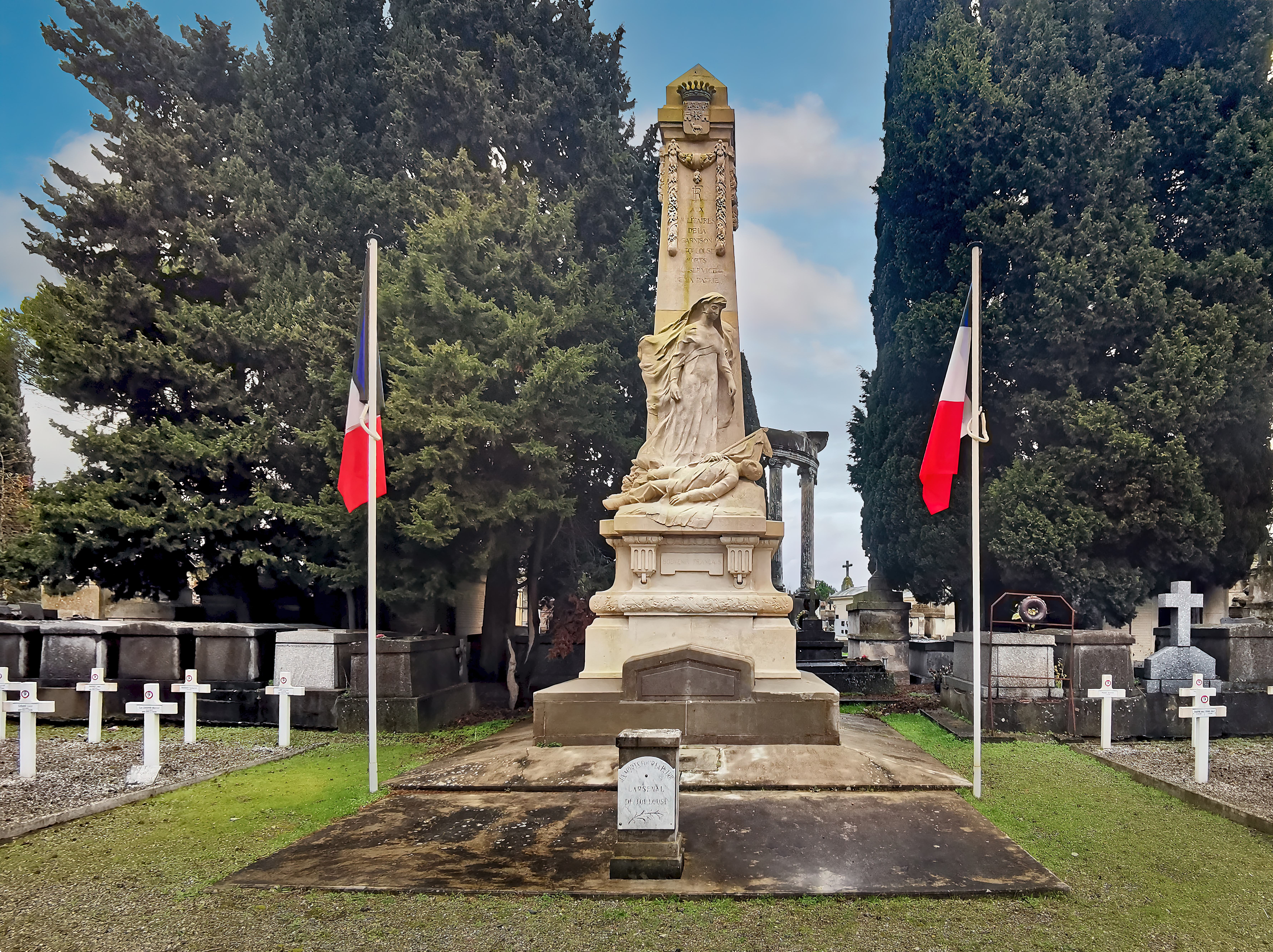
Monument du Souvenir français

## Célébrités enterrées
De nombreuses célébrités ont choisi pour dernière demeure le cimetière toulousain. On y retrouve des grands noms de l'armée française. Le général de division Philibert Collet, rejoignant en Transjordanie les Forces françaises libres en 1941, Grand officier de la Légion d'honneur, Croix de guerre 1914-1918 et membre des Troupes spéciales du Levant, ou encore le général Barbot, son nom gravé sous l'Arc de triomphe de l'Étoile (35e colonne), témoigne de sa bravoure lors de son service en Espagne entre 1808-1811.
On note également la sépulture de Louis Victorin Cassagne, décrit par Napoléon comme l'un de : « ses valeureux égyptiens; il y a l'intelligence dans le feu de son allant ». Il est ainsi représenté sur le tableau de Louis-François Lejeune, « La bataille des pyramides ». De l'Italie à l'Égypte, d'Auerstaedt à Baylen ou encore à Dresde, il restera fidèle à l'empereur, jusqu'aux dernières heures des Cent-Jours. Fait intéressant, il reçut  vingt-et-une blessures en vingt-et-une campagnes.
On peut croiser ici ou là la tombe d'artiste reconnu, comme Jules Jacques Labatut, deux de ses dessins sont d'ailleurs exposés au Louvre.
D'autres personnages plus atypiques y reposent, comme Jules Léotard, inventeur du trapèze volant, mais encore Joseph Engelmajer, fondateur de l'association Le Patriarche, destinée au soin des toxicomanes, et qui a été suspectée d'être un mouvement sectaire. Aussi Eugène d'Hautpoul, homme politique français, mort en portant secours lors des inondations de 1875. La tombe de Dominique Baudis se trouve au cimetière de Salonique à côté de la sépulture de Pierre Baudis.

### Images par ordre alphabétique

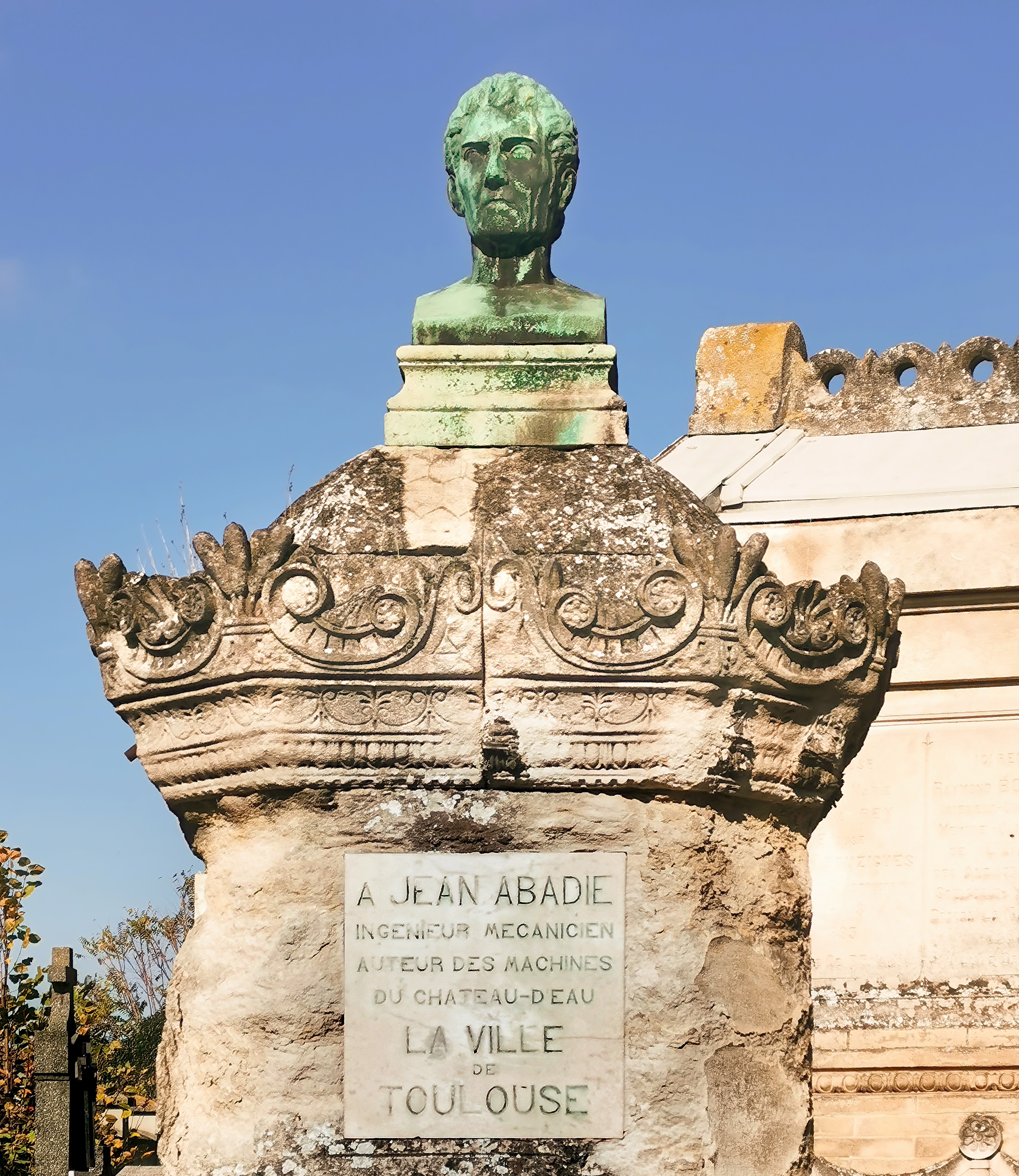
Monument à Jean Abadie par Alexandre Falguière
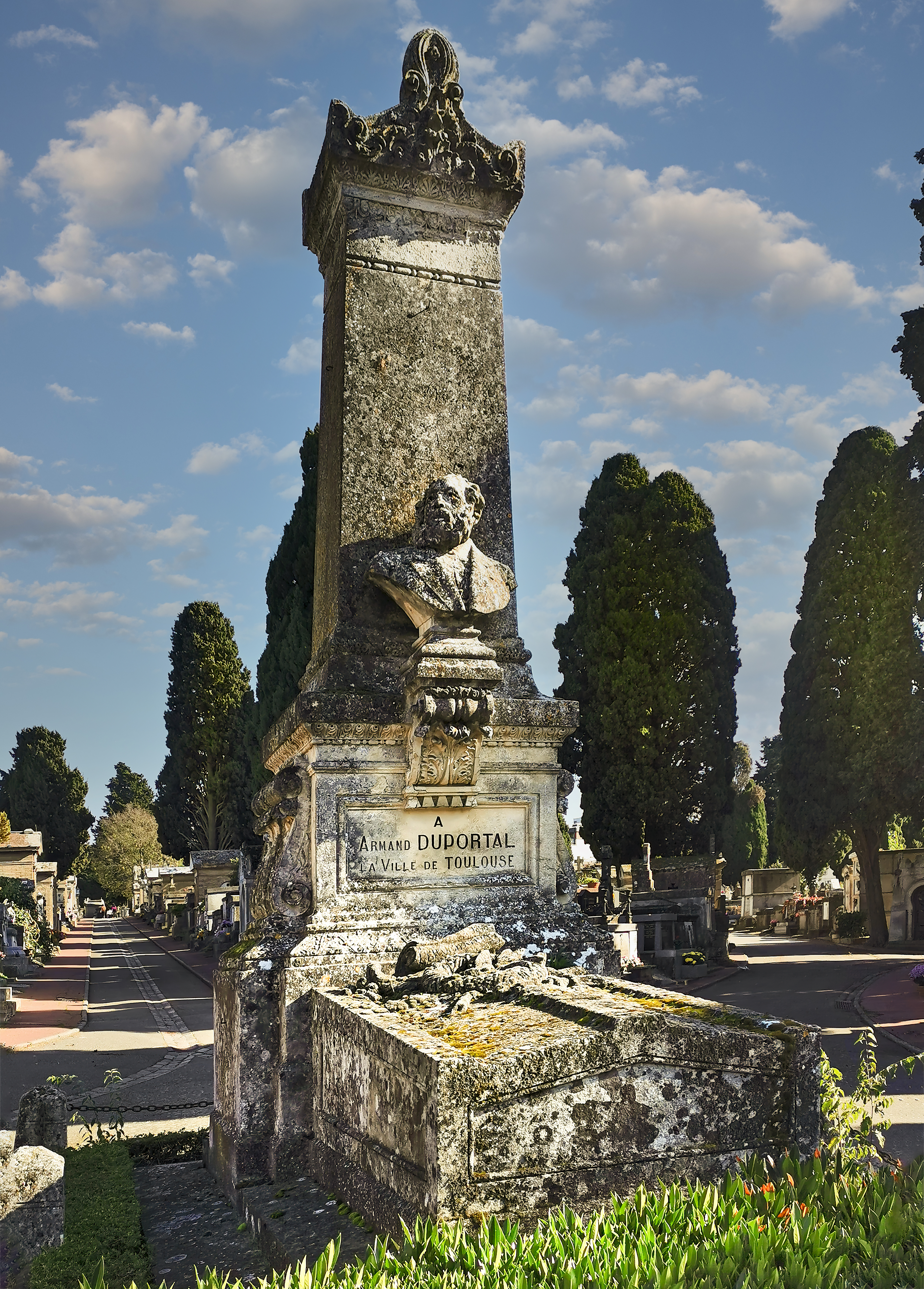
Monument à Armand Duportal
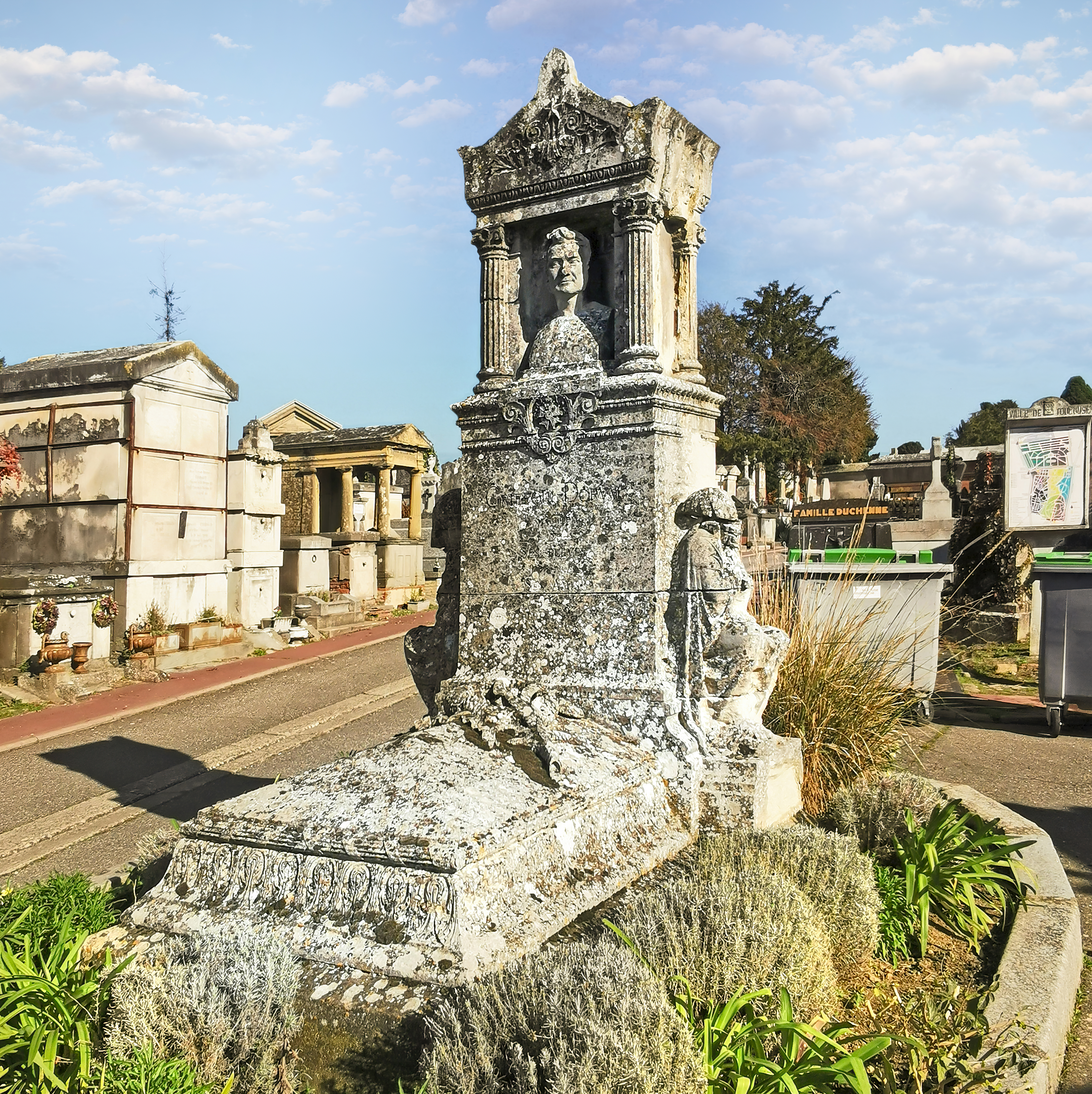
Monument à Bernard Griffoul-Dorval
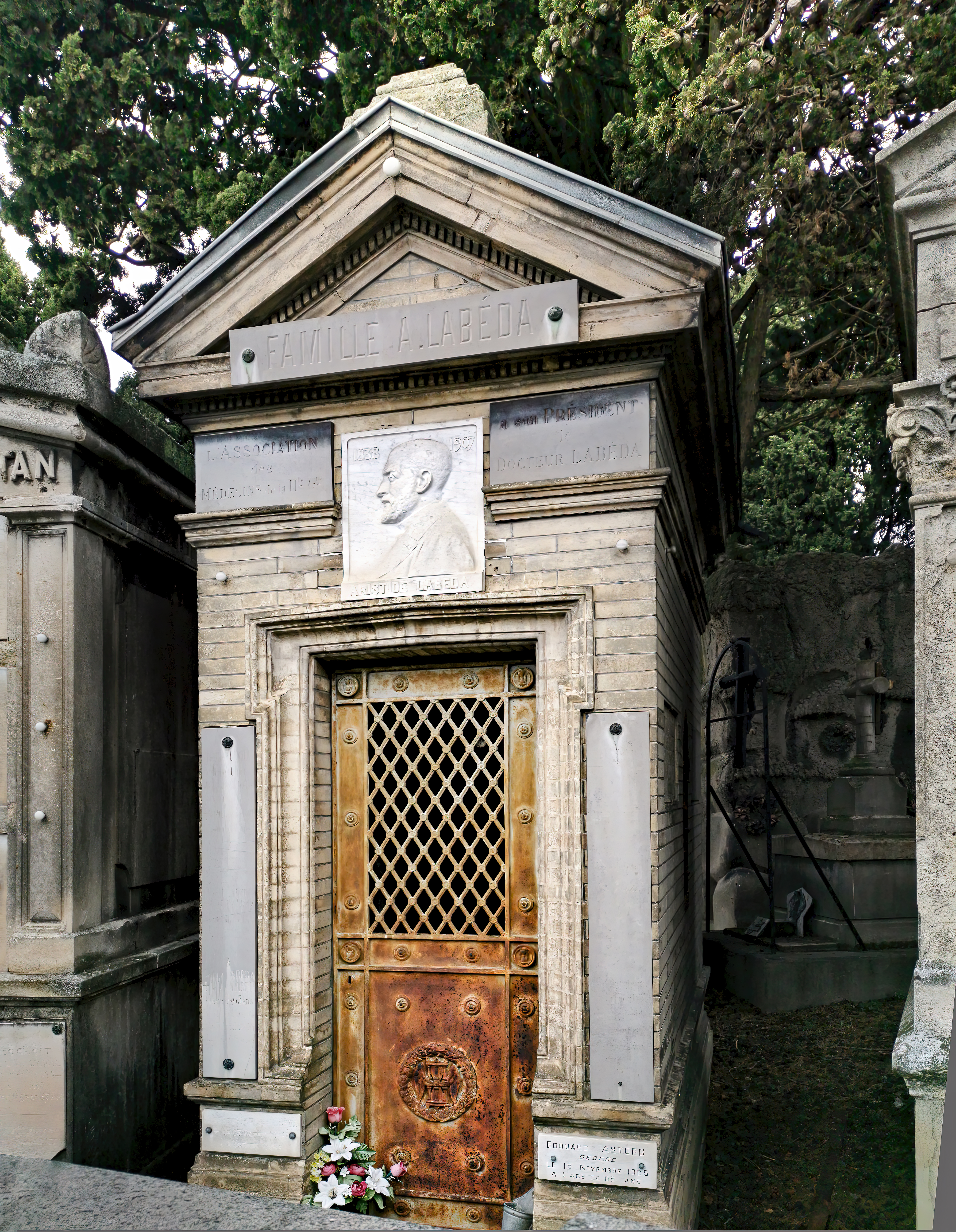
Tombe d'Aristide Labéda
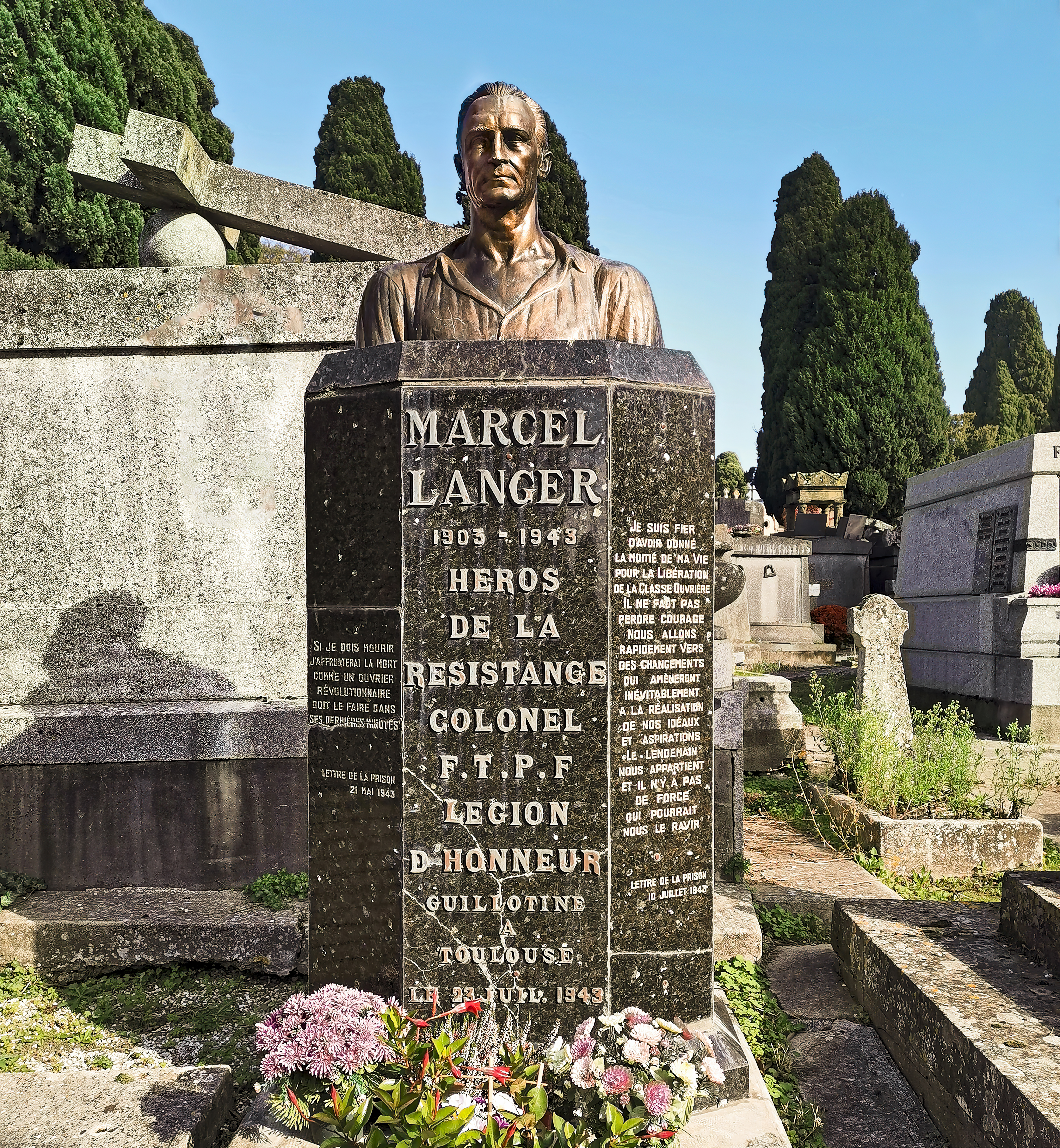
Marcel Langer
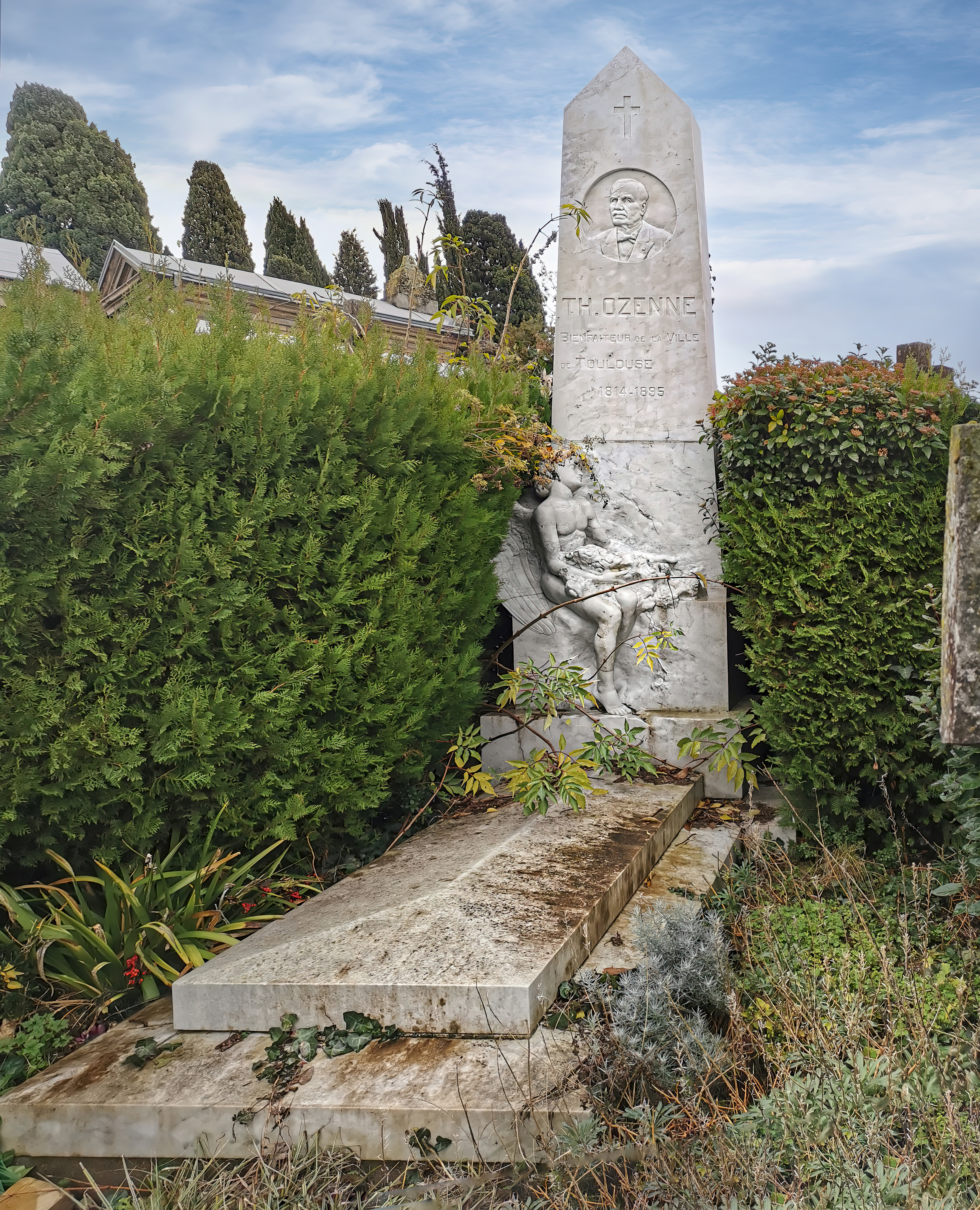
Théodore Ozenne
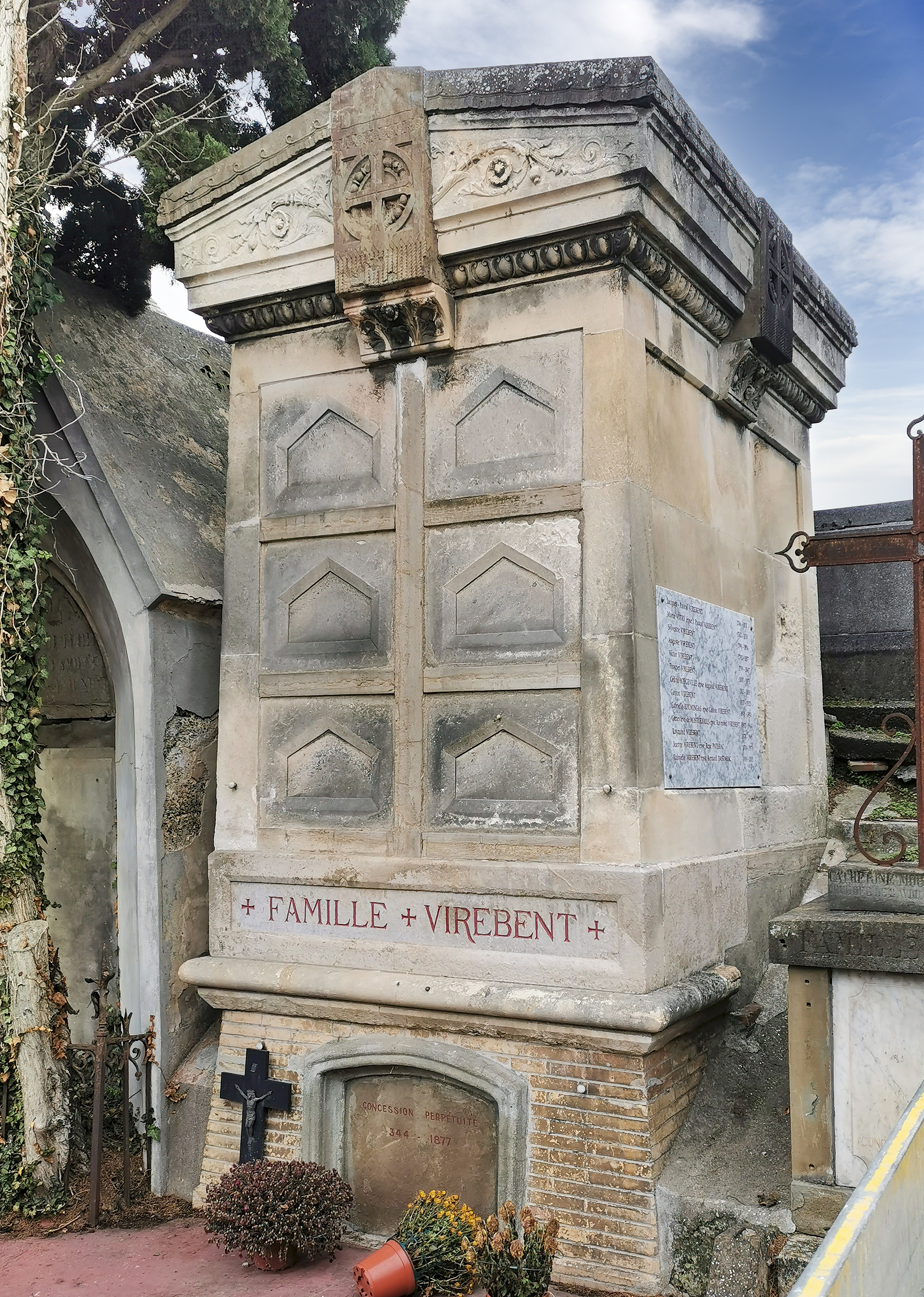
Caveau de la famille Virebent
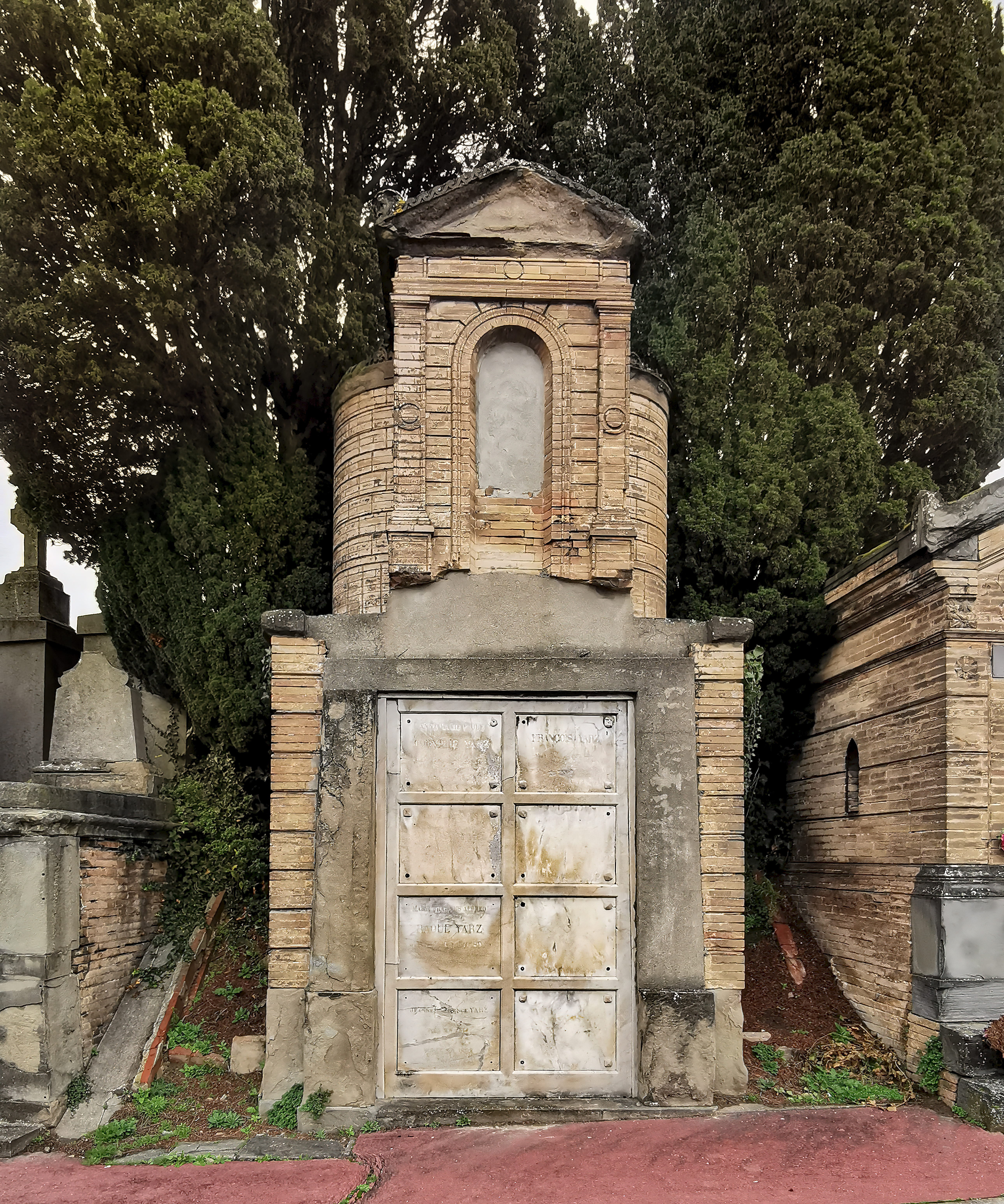
Tombe d'Edmond Yarz

### Sépultures remarquables
- Famille Courtois qui compte plusieurs capitouls dans leurs ancêtres, fondateurs de la banque Courtois
- Famille de Narbonne-Lara[11]
- Jacques-Pascal Virebent (1746-1831), fondateur de la dynastie des architectes toulousains Virebent
- Mathieu Louis Hocquart (1760-1843), premier président de la cour d'appel de Toulouse, député de la Haute-Garonne
- Jean Suau (1755-1841), peintre, l'un des maîtres d'Ingres
- Marie Étienne de Barbot (1770-1839), général de la Révolution et du Premier Empire
- Joseph de Malaret (1770-1846), homme politique, maire de Toulouse, pair de France
- Jean Abadie (1776-1846), ingénieur, auteur de machinerie : Château d'eau;  La Fontaine de la Trinité de Toulouse.
- Benoît Arzac (1777-1858), homme politique, maire de Toulouse
- Bernard Griffoul-Dorval (1788-1861), sculpteur
- Auguste Virebent (1792-1857), architecte briquetier toulousain
- Urbain Vitry (1802-1863), architecte et urbaniste
- Léontine de Villeneuve (1803-1897), comtesse de Castelbajac, que Chateaubriand célébra comme « l'Occitanienne »
- Vincent Cibiel jeune (1780-1852), négociant, banquier, vice-président de l'Administration des Hospices de Toulouse, maire de Toulouse en 1832
- Louis Vestrepain (1809-1865), poète
- Antoine-Joseph Salamon (1810-1850), sculpteur[12]
- Jean-Pierre Moulive (1813-1842), sculpteur, second prix de Rome en 1838
- Jean Cabanis (1813-1847), notaire et homme politique, maire de Toulouse, conseiller général et député de la Haute-Garonne
- Armand Duportal (1814-1887), fondateur du journal L'Émancipation, préfet de la Haute-Garonne, dirigea l'insurrection communaliste en 1871
- Théodore Ozenne (1814-1895), banquier et philanthrope
- Henry Bach (1815-1899), architecte
- Jean-Antoine Raynaud, architecte de la ville de Toulouse
- Jacques-Jean Esquié (1817-1884), architecte de la ville de Toulouse
- Louis Deffès (1819-1899), compositeur
- Eugène d'Hautpoul (1821-1875), homme politique, conseiller municipal de Toulouse
- Antoine Labit (1832-1912), entrepreneur et négociant
- Charles Ponsin-Andarahi (1833-1885), sculpteur. Sa tombe est surmontée d'une pleureuse
- Aristide Bergès (1835-1904), industriel papetier et ingénieur hydraulicien. Sa sépulture en forme de temple antique est imposante et son monument funéraire a été sculpté par Antonio Chiattone
- Antonin Deloume (1836-1911), juriste, doyen de la faculté de droit de Toulouse
- Gaston Virebent (1837-1925), graveur et céramiste toulousain
- Aristide Labéda (1838-1907), Professeur de médecine; maire de Toulouse
- Antonin Mercié (1845-1916), peintre et sculpteur
- Edmond Yarz (1845-1920), peintre
- Rémy Sans (1847-1909), directeur du journal La Dépêche
- Henry Toussaint (1847-1890), professeur à l'école vétérinaire de Toulouse, découvreur prépastorien de l'étiologie du choléra des poules et d'un vaccin contre le charbon
- Gaston Salvayre (1847-1916), compositeur
- Georges Ancely (1847-1919), bijoutier et photographe
- Jules Jacques Labatut (1851-1935), sculpteur
- Henri Rachou (1856-1944), peintre, élève de Léon Bonnat, conservateur au musée des Augustins
- Thomas-Joannes Stieltjes (1856-1894), mathématicien néerlandais
- Henri Ramet (1859-1941), historien et juriste
- Georges Labit (1862-1899), voyageur, collectionneur et créateur du musée Georges Labit
- François Gauzi (1862-1933), peintre
- Paul Feuga (1863-1939), maire de Toulouse de 1919 à 1925
- Pierre Ducis (1866-1945), artiste du théâtre du Capitole, gérant des casinos de Nice et de Menton, propriétaire du casino d'Enghien, fondateur de la pouponnière Jeanne Ducis et de la maison de retraite Pierre Ducis[13]
- Marc Lafargue (1876-1927), poète, peintre et critique d'art
- Joseph Rozes de Brousse (1876-1960), poète
- Maurice Magre (1877-1941), poète, écrivain et dramaturge
- Robert Garipuy (1880-1951), professeur, doyen de la faculté de médecine de Toulouse
- Marie-Louise Dissard, dite Françoise (1882-1957), résistante
- André Haon (1888-1967), Bâtonnier, Président du stade toulousain, maire de Toulouse
- Gabriel Pradal (1891-1965), homme politique espagnol, député socialiste de la Seconde République, exilé en France
- François Verdier, dit Forain (1900-1944), héros de la Résistance
- Georges Boyer (1896-1960), historien du droit, assyriologue, doyen de la faculté de droit de l'université de Toulouse
- Marcel Langer (1903-1943), héros communiste de la Résistance
- Pierre Nougaro (1904-1988), chanteur lyrique et acteur, père de Claude Nougaro
- Pierre Baudis (1916-1997), maire de Toulouse de 1971 à 1983
- José Cabanis (1922-2000), écrivain
- Renée Aspe (1922-1969), peintre
- Mady Mesplé (1931-2020), cantatrice soprano
- Just Fontaine (1933-2023), footballeur
- Dominique Baudis (1947-2014), maire de Toulouse de 1983 à 2001

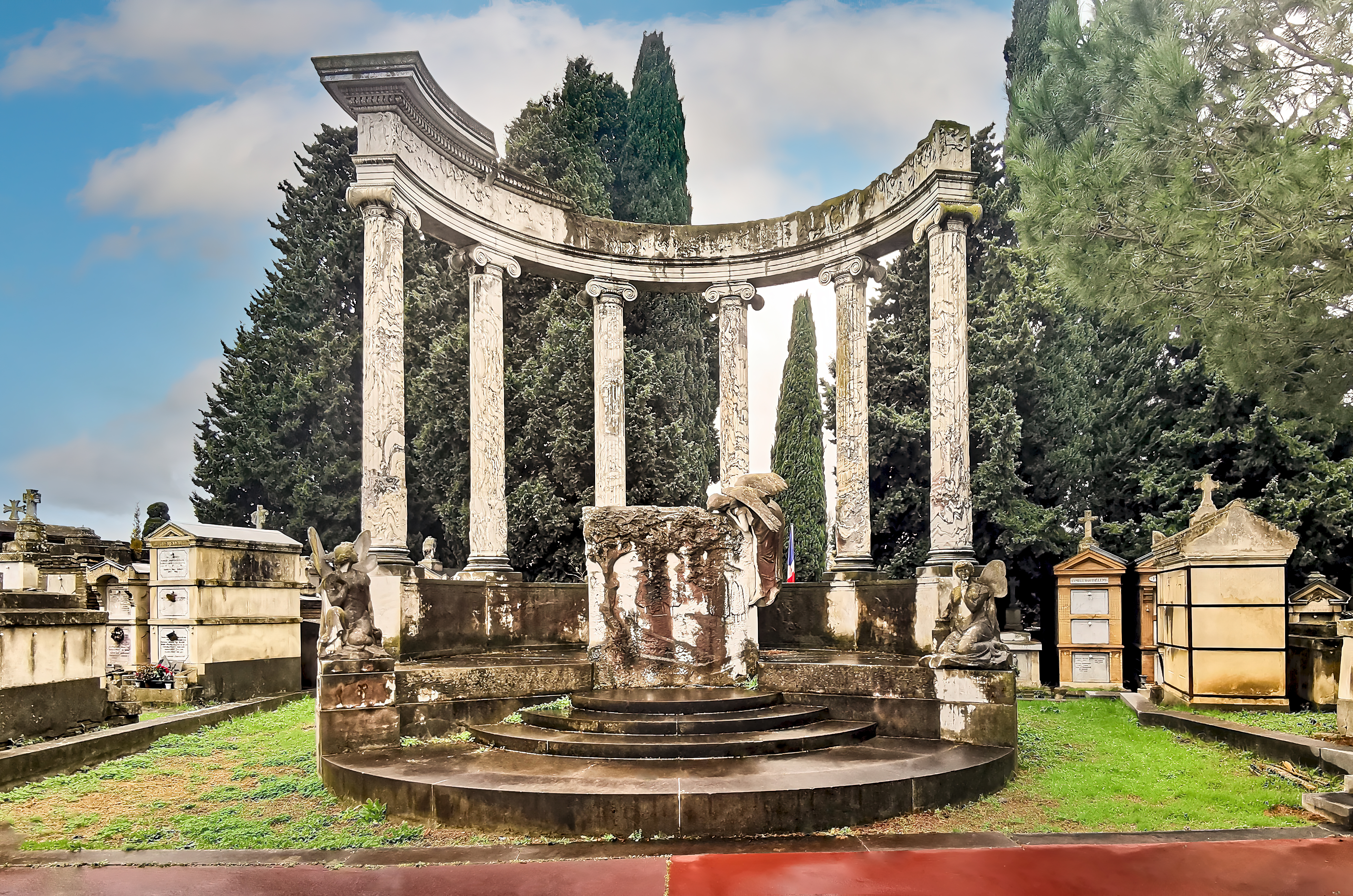
Monument funéraire d'Aristide et Marie Bergès.
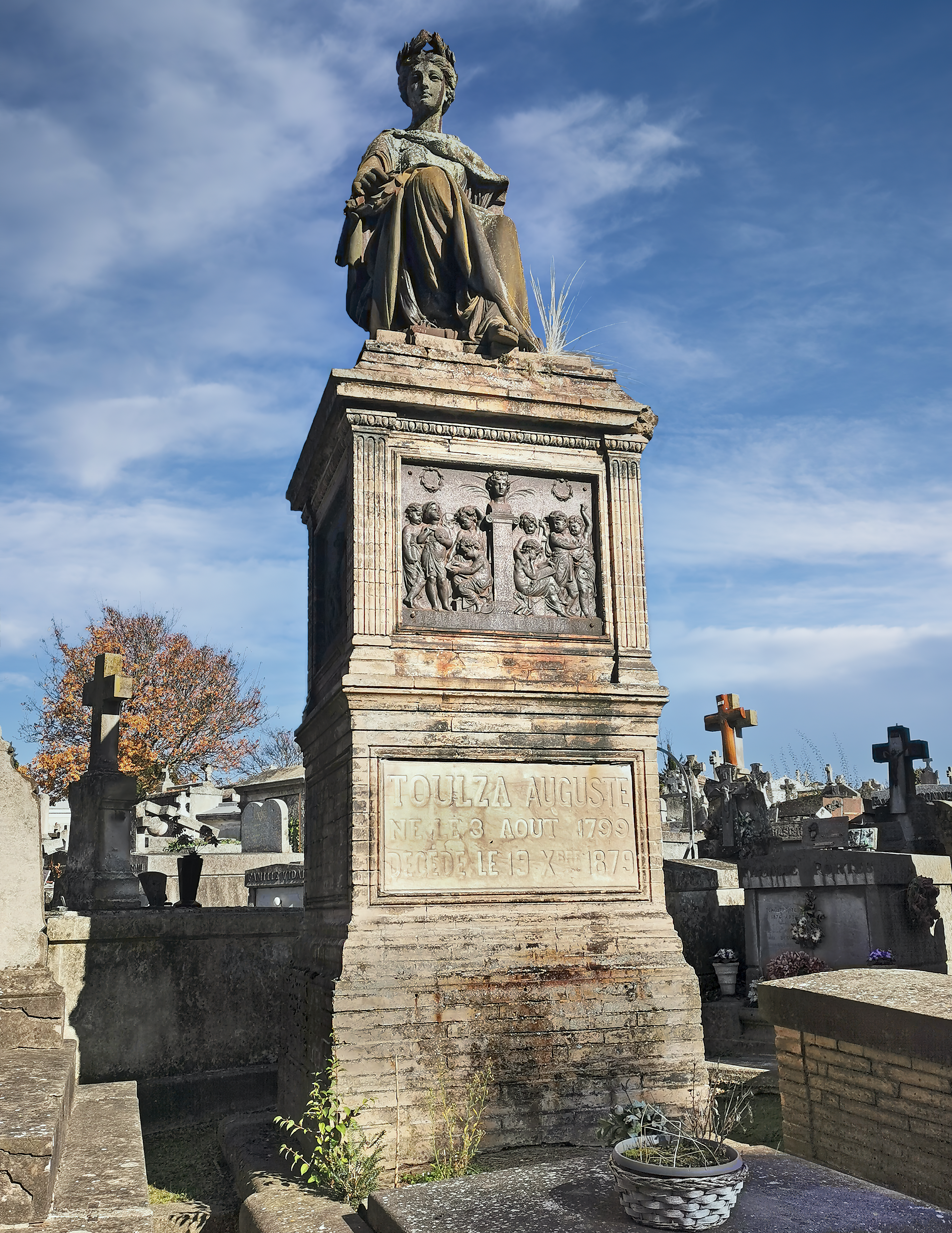
Auguste Toulza - Statue et bas relief par Carrier-Belleuse.

## Lieu de culte
Le cimetière toulousain est aussi un lieu de recueillement pour les catholiques de passage dans la capitale occitane. Hélène Soutade, « sainte populaire », (non reconnue par l’Église) connue sous le nom de sainte Héléna y repose.

## Dans la littérature
- La nouvelle de Laurent Mantese « Rigor Mortis » (Le Comptoir des épouvantes, Malpertuis, 2012) a pour cadre le cimetière de Terre-Cabade.